# Stabule
Stabule, även stebule eller stabuļa, är ett lettiskt träblåsinstrument. Namnet kan avse olika blåsinstrument, men generellt sett utgörs instrumentet av ett rör med 4-8 fingerhål. Dessa instrument är 1,5–2,5 cm i diameter och kan vara allt från 20 till 40 cm långa. 
Stabuler har antingen ett munstycke liknande det hos en blockflöjt eller ett rörbladsmunstycke i likhet med klarinetten. Stabuler är vanligtvis gjorda av trä eller vass med ett rörbladsmunstycke, också gjort av antingen vass eller trä. Blockflöjtsliknande stabuler är oftast utförda i trä, även om man i vissa områden använt lera och barkkonstruktioner. Arkeologer har även funnit stabuler i ben.
En enklare typ av stabule utan fingerhål kan tillverkas av vide. Denna typ av instrument skiljer sig genom att dess ände (motsatsen till munstycket) är pluggad. Pluggen är generellt avsedd för att stämma stabulen, men används ibland också som en slide (i likhet med en slide whistle) för att justera tonen medan man spelar. Barkstabuler tillverkades vanligtvis på våren då barken är porösare och man skar då till stabulen av en pilgren där barken sedan lätt kunde dras av. Den skalade pilkvisten formades sedan till ett munstycke och, för enklare stabuler, även pluggen. Eftersom bark snabbt torkar då kvisten skärs av var denna typ av stabuler kortlivade.